# Bicikl
Bicikl (starija hrvatska riječ: kotur, usporedi ime Koturaške ceste) kao cestovno vozilo s dva kotača koji se pogone snagom vozača, tehničko je postignuće razmjerno nedavne prošlosti. Njegova jednostavna konstrukcija i široka primjenjivost osigurali su mu upotrebu u svakodnevnom životu. Radi se o najčešće korištenom prometalu; danas se procjenjuje da ima preko 1 000 000 000 bicikala na svijetu. Usprkos jednostavnosti i raširenosti, jedina domaća literatura koja obrađuje tehničke aspekte bicikla je diplomski rad Gordan Krpanca Konstrukcija brdske dvokolice iz 1991. godine.

## Povijest
Otkriće bicikla nije vezano za jedno određeno vrijeme odnosno ime konkretnog izumitelja. Kroz povijest je bilo više primjera vozila pokretanog ljudskom snagom, ali su često ona bila bitno drugačija od današnjeg koncepta bicikla. Osoba koja se spominje kao prvi vozač bicikla je njemački barun Karl von Drais, koji je 1817. godine svojevrsni bicikl na guranje nazvan draisine (drezina), a koji još postoji u muzeju Paleis het Loo u Apeldoornu, Nizozemska. Između 1850. i 1860. godine je Francuz Ernest Michaux sa svojim učenikom Pierre Lallementom razvijao bicikl s pedalama na prednjem velikom kotaču. Taj je bicikl Michaux kasnije i patentirao. Ovakvi su bicikli bili teško upravljivi i opasni, jer su padovi bili česti. Problemi s upravljanjem su donekle smanjeni uvođenjem upravljača i pomicanjem sjedala u bolji položaj, međutim pravi napredak je bio uvođenje lančanog pogona kojeg su osmislili J. K. Starley, J. H. Lawson, and Shergold. Starleyev model bicikla iz 1885. godine se najčešće smatra prvim modernim biciklom. Daljnje poboljšanje bilo je uvođenje pnemuatskih guma, 1888. godine, koje je uveo Škot John Boyd Dunlop.
Osnovni koncept bicikla do današnjih dana nije se bitno mijenjao, osim što je tehnološki napredak donio primjenu kvalitetnijih materijala u izradi, te su današnji bicikli daleko upravljiviji i sigurniji.

## Vrste bicikala
Ovisno o namjeni, bicikli se bitno razlikuju po konstrukciji, veličini kotača i širini pneumatika, obliku okvira i upravljača,te drugoj dodatnoj opremi. Sportski bicikli su namijenjeni biciklističkim natjecanjima, tipično su izrađeni od lakših i čvršćih materijala, uz minimum dodatne opreme kao što su blatobrani, svjetla i sl. Bicikli za rekreaciju ili za prijevoz, najčešće imaju dodatnu opremu koja čini vožnju udobnijom ili praktičnijom. Osim uspravnog bicikla postoji i ležeći bicikl na kojem se biciklist nalazi u ležećem ili poluležećem položaju.
Danas su prema razlici u konstrukciji najčešće korišteni sljedeći modeli:
- Gradski bicikl, koji se često proizvodi u muškoj i ženskoj inačici, a razlika je u kutu gornje cijevi na okviru. Ovi bicikli često imaju dodatnu opremu radi udobnosti vožnje, kao što su blatobrani, svjetla, košara za stvari i sl.
- Cestovni bicikl, specifičnog savijenog oblika upravljača, najčešće vrlo tankih guma i oslobođen dodatne opreme radi smanjenja mase. Ovi su bicikli najčešće i najbrži, zbog male mase, manjeg zračnog otpora i otpora kotrljanja.
- Brdski bicikli, s ravnim upravljačem, čvrstim okvirom od cijevi većeg profila nego li cestovni. Uobičajeno su opremljeni s prednjom amortizirajućom vilicom, a ponekad i sa stražnjim amortizirajućim ovjesom radi prigušenja vibracija uzrokovanih neravnom podlogom prilikom vožnje izvan uređenih putova.
- BMX je specifična izvedba bicikla manjih kotača i jednostavne konstrukcije

Bicikle možemo još dijeliti i prema drugim kriterijima, kao što su:
- Broj osoba: najčešći su bicikli za jednu osobu, ali raširen je i tandem, bicikl za dvije osobe. Rjeđe se koriste bicikli za više od dvije osobe, ali je poznato da postoje zanimljive izvedbe bicikala za tri, četiri ili čak u nekim primjerima i više biciklista.
- Broj prijenosnih omjera i vrsta mjenjača: velika većina bicikala je opremljena mjenjačem brzina, koji omogućava pravilne prijenose snage za različite uvjete vožnje kao što su nizbrdo, uzbrdo ili vožnja po ravnom. Postoje i bicikli sa samo jednim prijenosnim omijero, bez mjenjača, a u takve spadaju BMX bicikli, dječji bicikli ali i bicikl za pistovna natjecanja na velodromima. Mjenjači se također pojavljuju u različitim izvedbama, od mjenjača ugrađenih u glavčinu kotača pa do mjenjača s lančanicima i lancem koji prebacivanjem lanca između različitih prednjih i stražnjih lančanika mijenjanju prijnosni omjer.
- Broj kotača: iako je standard od dva kotača na biciklu najrašireniji, često su korištene i trokolice (tricikli), posebno za potrebe prijevoza tereta ili kod dječjih bicikala. Izvedbe s više od tri kotača su rjeđe.

## Poveznice
- Marin (bicikli)

## Vanjske poveznice
Bicikl Hrvatska tehnička enciklopedija, portal hrvatske tehničke baštine. LZMK